# 1819 Laputa
1819 Laputa este un asteroid din centura principală, descoperit pe 9 august 1948, de Ernest Johnson.